# William Bate Hardy
Pour les articles homonymes, voir William Hardy et Hardy.
William Bate Hardy (6 avril 1864 – 23 janvier 1934) est un biologiste et scientifique alimentaire britannique. Le prix William-Bate-Hardy (en) est nommé en son honneur.

## Biographie
Fils de William Hardy de Llangollen et de sa femme Sarah Bate, William Bate Hardy naît à Erdington, une banlieue de Birmingham. Éduqué au Framlingham College (en), il obtient un Master of Arts de l'université de Cambridge en 1888, où il effectue des recherches biochimiques. Il est le premier à suggérer le mot « hormone » à Ernest Starling.
Il est élu membre de la Royal Society en juin 1902 et prononce la conférence Croonian en 1905, la conférence Bakerian (en) (conjointement) en 1925 et remporte la médaille royale en 1926. Hardy prononce la conférence Guthrie à la Société de physique en 1916.
En 1920, Hardy, en coopération avec Walter Morley Fletcher, secrétaire du Comité de la recherche médicale, persuade les gestionnaires de l'héritage de Williap Dunn (en) d'utiliser l'argent pour des recherches en biochimie et en pathologie. À cette fin, ils accordent au professeur de Cambridge Frederick Gowland Hopkins la somme de 210 000 £ en 1920 pour l'avancement de ses travaux en biochimie. Deux ans plus tard, ils dotent le professeur Georges Dreyer (1873-1934) de l'université d'Oxford d'une somme de 100 000 £ pour ses recherches en pathologie. L'argent permet à chacun des récipiendaires d'établir une chaire et des laboratoires d'enseignement et de recherche sophistiqués, le Sir William Dunn Institute of Biochemistry (en) à Cambridge et la Sir William Dunn School of Pathology (en) à Oxford. À eux deux, les deux établissements produisent dix lauréats du prix Nobel, dont Hopkins, pour la découverte des vitamines, et les professeurs Howard Florey et Ernst Chain (Oxford), pour leurs travaux sur le développement de la pénicilline.
Hardy apporte également d'importantes contributions au domaine de la tribologie. Aux côtés d'Ida Doubleday, il introduit le concept de lubrification limite. Hardy est désigné comme l'un des 23 « Men of Tribology » par Duncan Dowson (en).
Anobli en 1925, William Bate Hardy meurt à Cambridge en 1934.